# Orientacija
Orientacija je družina športov, ki zahtevajo uporabo karte in kompasa za navigacijo po različnih terenih. Orientacija se je razvila v številne veje. Najpopularnejša disciplina je orientacijski tek, ki v tem članku služi tudi kot izhodišče za nadaljnji opis orientacije kot športa, ki v je samem principu vsak šport, kjer se meri čas in se zahteva navigacija oziroma orientiranje s pomočjo karte in kompasa.

## Orientacija
Orientacija je kombinacija orientiranja z določeno metodo gibanja, ki opredeljuje potrebno opremo in taktiko pri posamezni panogi, ki ima zaradi tega tudi svoja pravila za tekmovanja, navodila za organizacijo prireditev ter, kot najpomembneje, določila glede oblikovanja (orientacijske) proge.

Panoge:
- orientacijski tek
- orientacija z gorskimi kolesi
- orientacija na tekaških smučeh oz. smučarska orientacija
- precizna orientacija

Obstajajo tudi druge panoge, kot so radioamaterska orientacija, orientacija s kanuji, orientacija na konjih, rogaining, labirint - mikro orientacija ali orientacija z avtomobili. Zraven teh se lahko elementi orientacije oziroma principi orientiranja uporabljajo tudi pri recimo trekingih, Adventure race pa je kombinacija dveh ali več disciplin, ki po navadi od tekmovalca zahteva tudi orientiranje.

### Zgodovina
Orientacija se je začela v poznem 19. stoletju na Švedskem v sklopu vojske, pri čemer je bil izraz »orientacija« prvič uporabljen 1886 v smislu prečkanja nepoznanega terena s pomočjo karte in kompasa.
 
Nato se je iz vojaškega treninga orientacija razvila v tekmovalen šport, v katerega so se kmalu vključili tudi civilisti. Prvo orientacijsko tekmovanje, ki je bilo odprto za javnost, je bilo organizirano na Norveškem leta 1897.

Na začetku so se lokacije za orientacijo izbirale predvsem na podlagi naravnih in kulturnih lepot ter dediščine; na prvem javnem tekmovanju na Švedskem sta bili dve kontrolni točki postavljeni ob dveh zgodovinsko pomembnih cerkvah.
Z začetkom proizvodnje ne predragih vendar zanesljivih kompasov, se je popularnost tega športa v 30. letih povečala in razširila v Finsko, Švico, Sovjetsko zvezo in Madžarsko. Po drugi svetovni vojni so jo poznale že vse evropske dežele, zanjo pa so se začele zanimati tudi države v Aziji, Severni Ameriki in Oceaniji. Leta 1959 je bila organizirana prva mednarodna konferenca na Švedskem, kjer je sodelovalo 12 držav, med njimi tudi Jugoslavija.
  
Leta 1961 je 10 evropskih držav ustanovilo Mednarodno orientacijsko zvezo  (Orienteering Federation – IOF). 
Leta 2006 je bilo v IOF včlanjenih že 67 nacionalnih orientacijskih zvez,
 
ki so omogočile razvoj tekmovanj na nacionalnem in svetovnem nivoju. Svetovno prvenstvo je bilo do leta 2003 organizirano na vsaki dve leti, za tem pa vsako leto.

V Sloveniji se je leta 1988 ustanovil prvi orientacijski klub
 (Orientacijski klub Tivoli), leta 1990 pa je 19. marca potekal ustanovni občni zbor Orientacijske zveze Slovenije  (OZS), ki je od leta 1992 tudi polnopravna članica Športne zveze Slovenije (danes Olimpijski komite Slovenije  ) in Mednarodne orientacijske zveze (International Orienteering Federation – IOF).
Vse do danes je orientacija ostala najpopularnejša na Švedskem, kjer sta še danes organizirani dve najstarejši orientacijski srečanji, katerih začetki segajo v 40-ta leta. V tej državi je vsako leto organizirano tudi najbolj množično tekmovanje, kjer sodeluje tudi do 20.000 ljudi.

### Tekmovanja
Obstaja več nivojev tekmovanj, ki se ločijo po velikosti (število tekmovalcev, število organiziranih prog) in po rangu. Na prvem mestu so tekmovanja, kjer se osvajajo naslovi (svetovno prvenstvo, svetovni pokal, na nacionalnem nivoju pa državna prvenstva in državna liga), sledijo pa jim regionalna in občinska prvenstva, ter ostale lokalne lige, klubska prvenstva in podobno. 

Na tekmovanju ali dirki je mišljeno testiranje navigacijskih sposobnosti, koncentracije in tekaških sposobnosti tekmovalca. Za visoke uvrstitve na mednarodnih tekmovanjih se danes zahteva visoka psihična in fizična kondicija. Za pravičnost in korektnost tekmovanja karta ni na voljo tekmovalcem vse do trenutka njihovega štarta, ki poteka (razen posebnih disciplin) v določenih intervalih, da se tekmovalci v gozdu razpršijo ter s tem dokažejo svoje sposobnosti.

Cilj na vsaki etapi na progi je na karti izbrati najhitrejšo varianto do kontrole in jo kar najhitreje preteči. Najhitrejša varianta ni vedno najkrajša in je v veliki meri odvisna od tipa terena.

#### Discipline

##### Dolge proge
Na dolgih progah mora orientacist pobrati vse kontrolne točke v predpisanem zaporedju. Zmagovalni čas med člani je med 90 in 100 minutami za člane in med 70 in 80 minutami za članice.

Proge za mladince in veterane so ustrezno krajše. Pri dolgih progah je poudarek na problemih izbire poti in grobi orientaciji na daljših razdaljah. Uporabljajo se karte merila 1:15.000 (izjemoma, sploh v Sloveniji, kjer imamo precej bolj razdrobljene terene) pa merila 1:10.000.

##### Srednje proge
Tudi na srednjih progah je bistveno, da orientacist pobere kontrolne točke v predpisanem zaporedju. Zmagovalni čas za člane in članice je med 30 in 35 minutami, za mladince med 20 in 25 minutami. Na srednjih progah je večji poudarek na fini orientaciji in na hitrih odločitvah. Gostota kontrolnih točk je večja kot pri dolgih progah. Običajno merilo orientacijskih kart za srednje proge je 1:10.000.

##### Šprint
Krajša tekmovanja, ki pogosto potekajo v mestu, parku ali drugih urbanih področjih, vključujejo uporabo kart merila 1:4.000 ali 1:5.000, ter so zelo hitra, saj je po terenu moč teči zelo hitro, proge pa so tudi kratke. Kontrolne točke pogosto stojijo ob smetnjakih, kipih, klopcah ali v fontanah in jezerih, da je bolj zanimivo za gledalce.

##### Štafete
Pri štafeti sodelujejo ekipe, katerih številčnost varira od tekme do tekme. Pri štafetah je štart po navadi skupinski, kar pomeni, da vsi prvi tekmovalci v ekipah štartajo naenkrat. Da pa se zmanjša možnost sledenja in sodelovanja, ima vsak tekmovalec malce drugačno progo, vendar z enako dolžino.

##### Score
Tekmovalec mora obiskati kar največ kontrol znotraj časovne limite. Po navadi se izvede masovni štart, kontrolne točke pa imajo tudi različno vrednost, ki je odvisna od oddaljenosti od štarta ali tehnične zahtevnosti postavitve. Tekmovalec, ki zbere največ točk (glede na vrednost kontrol) je zmagovalec.
V velikem merilu obstajajo vzdržljivostna tekmovanja v score-orientaciji, ki se imenujejo rogaining. Tekmujejo ekipe, tekmovanje pa lahko traja tudi do 24 ur. Za tekmovanje se uporabi zelo veliko območje, merilo karte pa je manjše. Disciplino so razvili v Avstraliji, ROGAINE pa naj bi pomenil »Rugged Outdoor Group Activity Involving Navigation and Endurance« ; dejansko pa ime izvira iz imen Rod, Gail and Neil Phillips, ki so bili prvi tekmovalci v tej disciplini.

##### Ultrašprint
Ultrašprint se izvaja v posebej izdelanih labirintih. Zaradi omejenega prostora je ta disciplina za gledalce bolj prijazna oblika orientacije. Ker sta teren in proga umetno določena, se lahko izvede simultan štart več tekmovalcev v sklopu turnirjev.

##### Nočna
Tekmovalci uporabljajo naglavno svetilko za navigacijo v temi. Za označitev kontrolnih točk se pogosto uporablja material, ki odbija svetlobo, kar spremeni taktiko iz točne navigacije v grobo iskanje – tekmovalec lahko teče z veliko hitrostjo, v bližini kontrole pa s svetilko hitro preišče okolico in poišče odboj. Če se tekmovanje začne pred sončnim zahodom, se mora izvesti masovni štart, da imajo vsi tekmovalci enake pogoje glede dnevne svetlobe.
  
Celodnevni (24 urni) rogaining-i in številni adventure race-i potekajo tudi ponoči, pri čemer je tekmovalcu prepuščena odločitev, ali bo počival ali ne.

#### Karte
Na orientacijskih tekmovanjih se uporabljajo posebej pripravljene orientacijske karte. To so topografske karte, ki pa vsebujejo veliko več detajlov, kot običajne karte. Po ISOM standardu (International standard for orienteering maps) so orientacijske karte v merilu 1:15.000 ali 1:10.000 in imajo mrežo črt poravnanih z magnetnim severom. Simbole na karti standardizira IOF
, oblikovani pa so tako, da jih razume vsak tekmovalec, ne glede na geografsko in kulturno poreklo ali izobrazbo.

#### Proge
Na orientacijski tekmi je običajno postavljenih mnogo različnih prog, ki se razlikujejo po dolžini in tehnični težavnosti, saj so sposobnosti tekmovalcev različne. Proga je na karti označena z vijolično ali rdečo. 
 
Trikotnik predstavlja štart, dvojni krog cilj, oštevilčeni krogci pa kontrolne točke.

#### Kategorije
Na mednarodnem in nacionalnem nivoju so kategorije označene glede na starost; na primer M35 za moške stare 35 let ali več, ali Ž20  za ženske stare 20 let ali manj. Na ta način se zagotovi, da med sabo tekmujejo le tekmovalci enake starosti. Kategorija -21, pa je najmočnejša in je na voljo vsem, zaradi česar se po navadi organizira več težavnostnih stopenj (M21B, M21A, in M21E za elito) da se tekmovalce razdeli po sposobnostih.

Na manjših tekmovanjih so kategorije organizirane glede na sposobnosti; recimo na tekmovanjih v Sloveniji so proge pogosto označene s črkami A, B in C, pri čemer A predstavlja najdaljšo in najtežjo progo.

#### Kontrolne točke in opisi kontrol
Kontrolne točke so postavljene na objektih, ki jih je moč razbrati iz karte in jih najti v naravi. Kontrolno točko predstavlja zastavica rdeče-bele (oz. belo-rdeče) barve v obliki tristrane prizme in pripomoček za perforiranje
Tekmovalcem so po navadi (razen pri posebnih disciplinah) na voljo tudi opisi kontrol, kjer so natančno opisani objekti ter postavitev kontrole glede na objekt; recimo opis za 1. kontrolno točko na sliki desno pomeni jugo-vzhodna kadunja, zgoraj. Vsi opisi so v simbolni obliki, ki je standardizirana preko IOF-a.

#### Perforiranje
Pred razmahom elektronike je vsak tekmovalec moral celo progo nositi s sabo kontolni kartonček, kamor je zabeleži vsako kontrolo. Ta princip se tudi danes še uporablja na manjših tekmah, drugače pa ga je nadomestil elektronski sistem, kjer tekmovalec nosi s sabo čip, s katerim registira vsako obiskano kontrolo. Pomen obeh principov ostaja isti: preverjati tekmovalca, da je obiskal vse kontrolne točke v pravilnem zaporedju. 

#### Varnost
Vsak tekmovalec je odgovoren za lastno varnost. Tu ni pravil, obstajajo pa vodila, ki se jim sledi. Evidenca tekmovalcev na štartu in cilju omogoča pregled nad tem, kdo je še na progi, velja pa, da se mora vsak tekmovalec javiti na cilju, tudi če ni opravil cele proge.

#### Oprema
Orientacisti se navadno oblačijo v drese iz trpežnega materiala, odvisno od zahtevnosti terena. Zraven kompasa, karte in čipa se uporablja še folija za zaščito karte ter etui za opise kontrolnih točk, pa tudi zaščita za oči in zaščita proti insektom, prahu ali vetru. Druge panoge zahtevajo dodatno opremo (kolo pri kolesarski orientaciji, ki je prilagojeno za orientacijske potrebe – nosilec za karto, nosilec za čip...), IOF pa prepoveduje uporabo dodatnih pomagal kot je GPS.
- Radioamater nosi karto na plošči na levi roki
- Orientacist na tekaških smučeh nosi karto v nosilcu na telesu
- Na orientaciji z gorskimi kolesi se karta nosi na nosilcu na kolesu

### Upravna telesa

#### Mednarodni nivo
Krovna organizacija, ki deluje na mednarodnem nivoju, je Mednarodna orientacijska zveza (Orienteering Federation – IOF)
, ki zajema štiri orientacijske panoge: Orientacijski tek, Orientacijo z gorskimi kolesi, Smučarsko orientacijo in Precizno orientacijo.
Sedež ima na Finskem, njen glavni cilj je »širjenje športa orientacije, promoviranje, njen razvoj in ustvarjanje ter ohranjanje privlačnega programa tekmovanj svetovnega ranga.«
Od leta 1977 IOF priznava tudi mednarodni olimpijski komite.

#### Nacionalni nivo
Večina posameznih nacij ima svoja upravna telesa, ki zastopajo orientacijo kot šport. Na primer Orientacijska zveza Slovenije  (OZS) je bila ustanovljena leta 1990 in združuje vse slovenske klube, ki se ukvarjajo z orientacijo. Znotraj zveze posamezni odbori skrbijo za vsako disciplino ter se medsebojno koordinirajo za celovito promoviranje orientacije ter organizacijo letnega koledarja tekmovanj državnega nivoja.

#### Regionalni nivo
Večina držav ima upravna telesa tudi na regionalnem nivoju, ki so posredniki med klubi in nacionalno zvezo. Njihova funkcija pride do izraza predvsem pri oblikovanju koledarja, kjer je pomembno usklajevanje zaradi prekrivanja tekmovanj. V Sloveniji zaradi majhnosti države ta nivo ni potreben.

#### Lokalni nivo
Na lokalnem nivoju navadno delujejo klubi, ki organizirajo tekmovanja, skrbijo za promocijo orientacije v lokalni skupnosti ter omogočajo izvajanje treningov in drugih aktivnosti v sklopu orientacije, kar vključuje tudi izdelavo orientacijskih kart.

#### Sorodni športi
- Mednarodna zveza za rogaining določa pravila za ta šport[22].
- Ločeni organizaciji določata pravila za orientacijo s konji v Severni Ameriki in Evropi (športa se razlikujeta po celinah).
- Mednarodna zveza za radioamatersko orientacijo določa pravila za ta šport[23].

### Orientacija in olimpijada
Leta 1996 se je začela promocija orientacije s ciljem, da bi jo vključili v Olimpijske igre, vendar so napori do zdaj bili neuspešni, čeprav je orientacija panoga, v kateri se tekmuje na Svetovnih igrah od leta 2001 in je tudi vključena v poletno Olimpijado gluhih. Dejstvo je, da orientacija ni primerna za televizijski prenos, niti za gledanje v živo, saj je prireditveni prostor pogosto v divjini in tudi trajanje ene prireditve je daljše kot v drugih športih
.  
Napori, da bi vključili orientacijo v Olimpijske igre, so se osredotočili na orientacijo v parkih, mikro-orientacijo in štafetne šprinte. Šprint kot disciplina v tekaški orientaciji ima največ možnosti za vključitev na Olimpijado, saj postaja vse popularnejši in je lahko tudi zelo zanimiv za gledalce.
Čeprav neuradno, se je kot demonstracija izvedla smučarska orientacija v Naganu na Japonskem v sklopu mednarodnega kulturnega festivala, ki je potekal med Olimpijskimi igrami leta 1998.
 
IOF je Olimpijskemu komiteju leta 2002 predlagal, da bi se leta 2006 na zimsko Olimpijado vključila smučarska orientacija, ki bi si lahko prizorišče delila s tistim za biatlon. Vendar je ideja propadla z argumentom, da šport ni dovolj razširjen, češ da je izven skandinavskih držav praktično neprepoznan, ter da tudi še obstajajo težave s prenosom, gledalci, stroški in tehnologijo.